# Bol Open 2017
El Bol Open 2017 fue un torneo de tenis profesional jugado en pistas de tierra batida al aire libre en Bol, Croacia.

## Cabeza de serie

### Individual femenino
| Tenista               | Ranking | Preclasificada |
| Johanna Larsson       | 59      | 1              |
| Mandy Minella         | 70      | 2              |
| Natalia Vikhlyantseva | 74      | 3              |
| Sara Sorribes         | 84      | 4              |
| Sara Errani           | 91      | 5              |
| Kateryna Bondarenko   | 92      | 6              |
| Kristína Kučová       | 95      | 7              |
| Maria Sakkari         | 99      | 8              |

- Ranking del 29 de mayo de 2017

### Dobles femenino
| Tenista                                | Ranking | Preclasificada |
| Chuang Chia-jung Renata Voráčová       | 134     | 1              |
| Xenia Knoll Maryna Zanevska            | 189     | 2              |
| Lina Gjorcheska Aleksandrina Naydenova | 262     | 3              |
| Alexandra Cadanțu Prarthana Thombare   | 280     | 4              |

## Campeonas

### Individual femenino
Aleksandra Krunić venció a  Alexandra Cadanțu por 6-3, 3-0 ret.

### Dobles femenino
Chuang Chia-jung /  Renata Voráčová vencieron a  Lina Gjorcheska /  Aleksandrina Naydenova por 6-4, 6-2